# Josh Ritter
Josh Ritter (Moscow, Idaho, 21 oktober 1976) is een Amerikaans singer-songwriter.
Ritter begon op zijn achttiende met het schrijven van liedjes. Zijn stijl is een mengeling van folk en ballades. Hij is beïnvloed door de teksten van Bob Dylan, Bruce Springsteen, Leonard Cohen, en het werk van Mark Twain.
Zijn ouders zijn neurowetenschappers en voor een periode studeerde hij neurowetenschap aan Oberlin College. In 1999 bracht hij zijn eerste cd in eigen beheer uit, met als titel Josh Ritter, opgenomen in een studio op campus. Na zijn afstuderen verhuisde hij naar Massachusetts, waar hij werd ontdekt door Glen Hansard van de Ierse band The Frames. Ritter volgde Hansard terug naar Ierland. In 2000 bracht hij in eigen beheer het album Golden Age Of Radio uit. Deze cd verkocht hij bij optredens, later werd het album opnieuw uitgegeven via de platenmaatschappij Signature Sounds. Drie jaar later (2003) bracht hij zijn derde plaat uit met als titel Hello Starling. In februari 2004 trad Josh Ritter voor het eerst op in België en Nederland. Hij speelde in Paradiso en de Ancienne Belgique het voorprogramma van de Europese tournee van Damien Rice. Het vierde album The Animal Years in 2006 en zijn vijfde album The Historical Conquests of Josh Ritter (2007) werden goed ontvangen door critici.

## Discografie
Albums
- Josh Ritter (1999)
- Golden Age of Radio (2000 en 2002)
- Hello Starling (2003)
- The Animal Years (2006)
- In the Dark - Live at Vicar Street (2006, alleen in Ierland)
- The Historical Conquests of Josh Ritter (2007)
- So Runs The World Away (2010)
- Bringing In the Darlings (2012)
- The Beast in its Tracks (2013)
- Sermon on the Rocks (2015)
- Gathering (2017)
- Fever Breaks (2019)